# Rio Ness

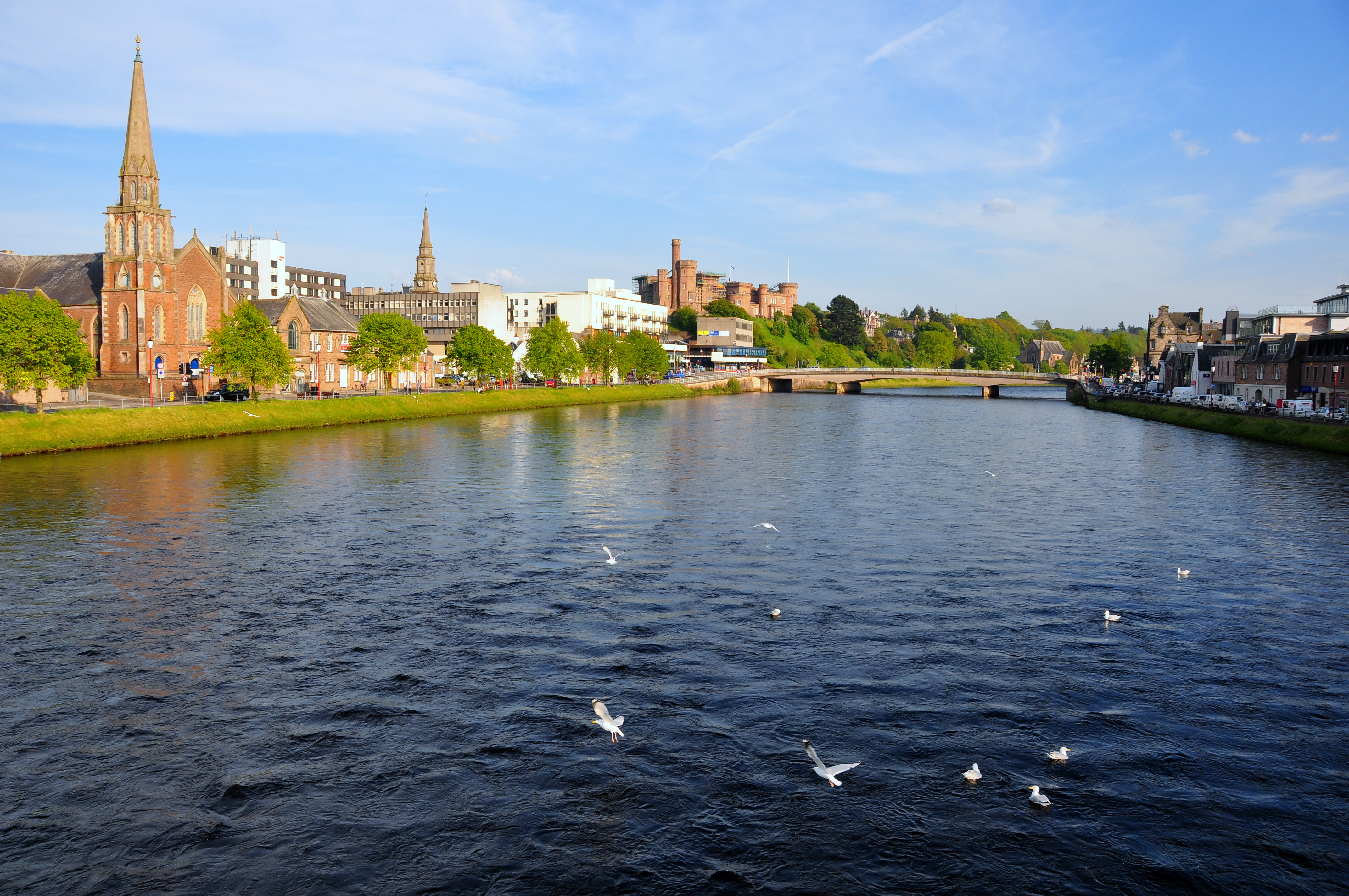
Rio Ness em Inverness.

O rio Ness (em gaélico escocês: Abhainn Nis) é um rio de cerca de 20 km de comprimento, que flui do extremo norte de Loch Ness, na Escócia, através do Loch Dochfour, para Inverness, com queda total em altura de cerca de 16 metros antes de desaguar em Beauly Firth. O rio é a origem do nome de Inverness, que é do gaélico escocês: Inbhir Nis, que significa "Boca de Ness".